# Nox (unité)
Pour les articles homonymes, voir Nox.
Le nox (nx) est une unité de mesure de l'éclairement lumineux. 
Son nom est inspiré du mot latin pour nuit ; il est utilisé pour mesurer les faibles éclairements (nuit sombre) et vaut un millilux.
1 nx = 1 mlx
Cette unité fut introduite par les Allemands durant la Seconde Guerre mondiale. 